# Complexo de Energias Boaventura
O Complexo de Energias Boaventura é uma unidade de abastecimento da Petrobras localizada no município de Itaboraí, no estado do Rio de Janeiro, sendo a maior da estatal e uma dos maiores do mundo no setor.
Inicialmente denominado Complexo Petroquímico do Rio de Janeiro (COMPERJ), foi orçado em US$ 6,1 bilhões, e deveria ter ficar pronto em 2011. Em 2017, a obra já estava orçada em US$ 30 bilhões. Para que fosse concluído, o custo estimado seria de US$ 47 bilhões. Isso representa um acréscimo da ordem de 8 vezes, segundo o TCU.
O projeto foi modificado e, em 2020, passou a se chamar Polo GasLub Itaboraí, onde foi construída uma Unidade de Processamento de Gás Natural (UPGN), responsável por receber o gás natural da Bacia de Santos através do gasoduto Rota 3. A unidade tem capacidade para escoar e processar diariamente 21 milhões de metros cúbicos de gás do pré-sal.
Em 2024, em sua inauguração, o complexo foi rebatizado de Complexo de Energias Boaventura.

## Empreendimento original
Em junho de 2006, o então presidente Lula participou de uma cerimônia de lançamento da pedra fundamental do Comperj, depois, visitou Itaboraí, onde a refinaria seria construída.
Inicialmente, contemplaria a construção de uma unidade de refino com capacidade de processamento de 165 mil barris de petróleo por dia, ideia já descartada, e a utilização do petróleo pesado do Campo de Marlim, localizado na Bacia de Campos. Além da unidade de refino, seriam construídas uma unidade de petroquímicos básicos de primeira geração (eteno, benzeno, p-xileno e propeno) e seis unidades de petroquímicos de segunda geração. As principais resinas termoplásticas a serem produzidas pelas unidades de petroquímicos de segunda geração serão polipropileno (850 mil toneladas/ano), polietileno (800 mil toneladas/ano) e politereftalato de etileno (600 mil toneladas/ano).
Estava prevista ainda uma Central de Utilidades (UTIL), responsável pelo fornecimento de água, vapor e energia elétrica necessários para a operação de todo o complexo.
Também havia um projeto de construção da Unidade de Processamento de Gás Natural (UPGN), conhecida como Rota 3.
O custo global do projeto seria de US$ 6,2 bilhões; porém, na fase de desenvolvimento, o custo aumentou para US$ 8,4 bilhões.
Ainda fazem parte do projeto o Centro de Integração de São Gonçalo, município da Região Metropolitana do Rio de Janeiro, que realizaria a qualificação de cerca de 30 mil profissionais nos 11 municípios situados na área de influência do empreendimento; a base logística também em São Gonçalo e o duto de fornecimento de petróleo.
Em 2010, o projeto foi alterado e passou a prever duas refinarias. A refinaria “Trem 1” teria previsão de entrega em 2013; as unidades petroquímicas, teriam previsão para 2015; e a refinaria “Trem 2”, teria sua entrega em 2016. O custo do Comperj passou a ser estimado em US$ 26,9 bilhões.

## Localização
A planta produtiva do complexo será erguida nos municípios de Itaboraí (unidades de petroquímicos) e São Gonçalo (Central de Escoamento de Produtos Líquidos), na Região Metropolitana do Rio de Janeiro. Foram fatores determinantes na escolha da região o posicionamento logístico – a proximidade do Porto de Itaguaí, dos terminais de Angra dos Reis, das ilhas d’Água e Redonda e do Arco Metropolitano do Rio de Janeiro – e a proximidade com demandantes de produtos da segunda geração, além das sinergias com a Refinaria de Duque de Caxias e com as plantas da Rio Polímeros, Suzano e Centro de Pesquisas e Desenvolvimento da Petrobras.

## Área de influência

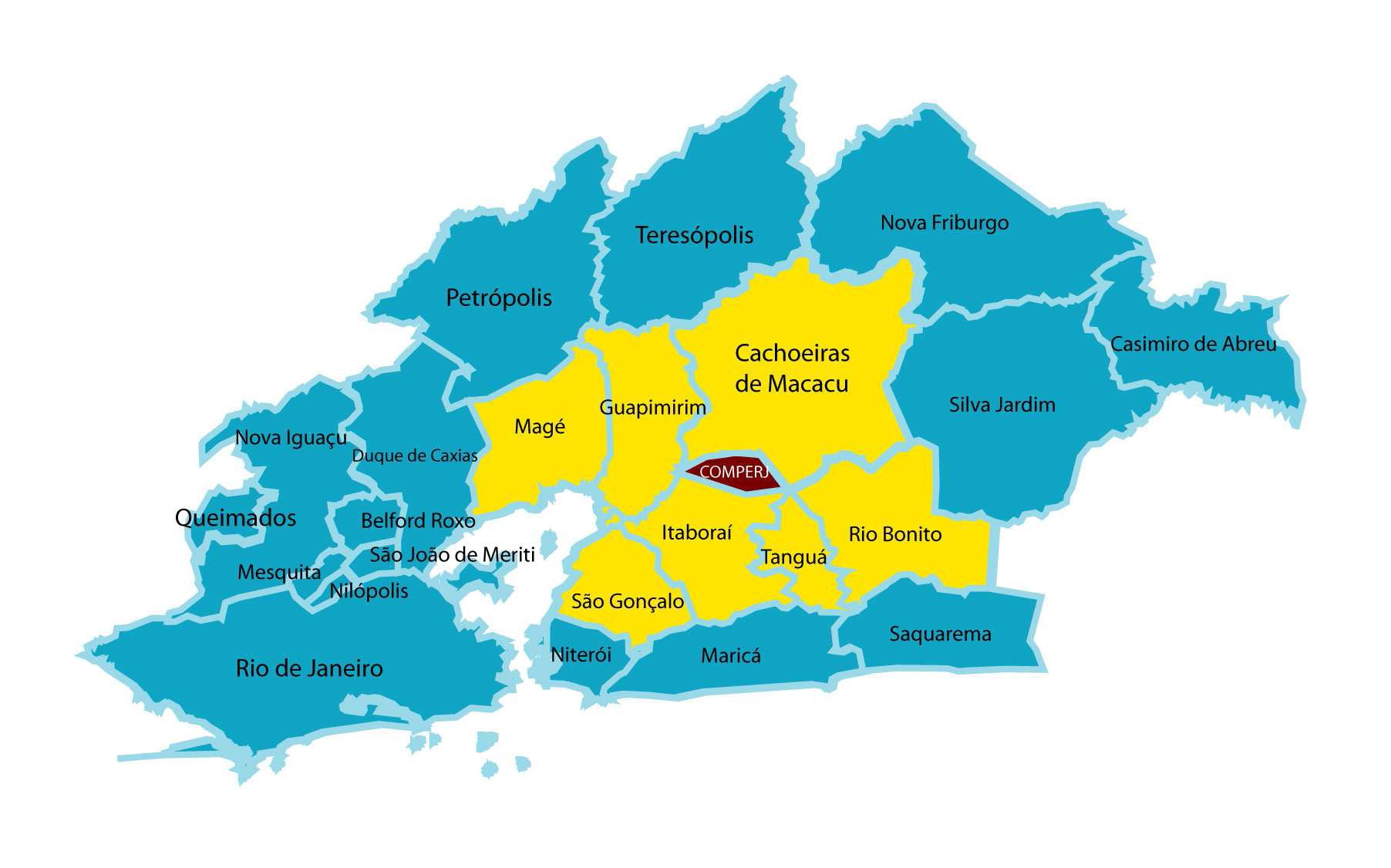
Localização do complexo e municípios da área de influência direta e estendida

A Região de Influência Direta congrega sete municípios: Cachoeiras de Macacu, Guapimirim, Itaboraí, Magé, Rio Bonito, São Gonçalo e Tanguá).
A Região de Influência Ampliada é formada pelos sete municípios da Região de Influência Direta mais os municípios de Casimiro de Abreu, Duque de Caxias, Maricá, Niterói, Nova Friburgo, Petrópolis, Rio de Janeiro, Saquarema, Silva Jardim, Teresópolis, Belford Roxo, Mesquita, Nilópolis, Nova Iguaçu, Queimados e São João de Meriti.

### Polo econômico
Empresas de terceira geração que serão atraídas pelo complexo irão transformar os produtos petroquímicos de segunda geração em bens de consumo, tais como: componentes para as indústrias automobilística e de eletrodomésticos, materiais cirúrgicos, embalagens, tintas, ceras, dentre outros. De acordo com estudos realizados a pedido da Federação das Indústrias do Estado do Rio de Janeiro - FIRJAN foram elaborados dois cenários de atração de empresas de 3ª Geração. No cenário conservador estima-se em 362 o número de empresas se instalando na área de influência do empreendimento com uma geração de 15 mil novos empregos diretos nestas indústrias. Já no cenário otimista estima-se em 724 novas indústrias do setor de material plástico no estado gerando 31 mil empregos diretos nestas indústrias.

## Obras

### Início das obras
A Petrobras iniciou, em 31 de março de 2008, as obras de terraplenagem do COMPERJ. Com custo aproximado de R$ 820 milhões, as obras devem movimentar 45 milhões de metros cúbicos de material, o equivalente, segundo o diretor Paulo Roberto Costa, a 12 estádios do Maracanã lotados de terra. A primeira fase de obras deve se estender até o fim do primeiro semestre de 2009, gerando mais de 2 mil empregos diretos.
O início da fase de operação do COMPERJ estava previsto para 2014 e estimava-se o faturamento anual de US$ 5,8 bilhões com participação de 62% de Petroquímicos Básicos e 38% de Petroquímicos Associados.

### Paralisação das obras
Em 2014, a Petrobras informou o cancelamento da construção das unidades petroquímicas.
Após a ampliação da Operação Lava Jato, que levou à prisão alguns diretores da Petrobras, as obras foram paralisadas em 2015, com a Petrobras priorizando outros investimentos de sua carteira, aparentemente não levando em consideração a continuidade das obras, pelo menos em curto e médio espaço de tempo.
Entre as irregularidades encontradas pelo Tribunal de Contas da União nas obras do Comperj estão sobrepreço, contratação irregular e adoção de regime de execução contratual inadequado ou antieconômico. Em 2017,a Corte apontou um prejuízo de US$ 12,5 bilhões nas obras do Comperj. O complexo, que deveria ficar pronto em 2011, foi orçado inicialmente em 6,1 bilhões de dólares, mas em 2017, a obra já estava em 30 bilhões de dólares. Em 2022, estimou-se que, para ser concluído, o custo estimado ultrapassa 47 bilhões de dólares.
Em setembro de 2022, o Tribunal de Contas da União condenou ex-dirigentes da Petrobras, de construtoras e de diversas empresas a ressarcir a Petrobras em R$ 382,2 milhões por prejuízos causados na construção do Comperj, além de multas individuais de R$ 60 milhões ao Tesouro.
Após a parada das obras, algumas pequenas empresas subcontratadas da Petrobras ou de suas contratadas, faliram ou fecharam suas portas e muitos investimentos realizados na região (construção de prédios, hotel, lojas e outros comércios), estão com pouquíssimas atividades. Os preços de imóveis, produtos e serviços, que haviam sido superinflacionados, caíram, voltando a valores normais de mercado.
Em 2016, foi cancelada a construção da refinaria “Trem 1” do Comperj.

### Retomada
Em 2017, iniciou-se uma rodada de licitações para empresas estrangeiras retomarem as obras. Em outubro de 2018, a Petrobras anunciou um acordo com a China National Offshore Oil Corporation, subsidiária da petroleira chinesa CNPC, para atuar em parceria na conclusão de uma refinaria do COMPERJ, em Itaboraí (RJ), e na revitalização do campo de Marlim. Segundo comunicado, a estatal brasileira desenvolveria, junto com a CNPC, estudos sobre a viabilidade técnica e os custos e benefícios do negócio e depois formar uma join venture, onde a Petrobras terá participação de 80% e a CNPC 20%. O estudo estava previsto para ser concluído em setembro de 2019.
Em novembro de 2019, a Toyo Setal ganhou uma licitação para obras do COMPERJ, com prazo de conclusão de 18 meses e previsão de 5 mil novos empregos gerados.
Em dezembro de 2019, a Petrobras e a chinesa CNPC encerraram negociações sobre a possibilidade de construir uma refinaria no Comperj. As empresas concluíram que o projeto não seria economicamente viável. A Petrobras calculou em US$ 2,3 bilhões o custo para concluir a refinaria. O empreendimento estava com mais de 80% das obras executadas e já havia absorvido investimentos de mais de US$ 13 bilhões.

## Polo Gaslub
Em 2018, o projeto foi modificado e passou a ter o objetivo de concluir primeiramente a Unidade de Processamento de Gás Natural (UPGN), que seria a maior do país e deve receber o gás vindo do polígono do pré-sal da Bacia de Santos, por meio de um gasoduto Rota 3, com cerca de 355 quilômetros de extensão. As obras foram então retomadas. O consórcio vencedor era composto pela chinesa Shandong Kerui e a brasileira Método Potencial Engenharia.
A espectativa era que unidade tivesse capacidade para escoar e processar mais 21 milhões de metros cúbicos de gás natural por dia, incrementando da oferta de gás para o mercado brasileiro e reduzindo a dependência às importações de GNL.
Em 2020, o Comperj passou a ser denominado Polo Gaslub.
As obras foram paralisadas em junho de 2022 pela Kerui Método e o contrato foi rescindido em setembro. Em março de 2023, a Petrobras assinou contrato com a empresa Toyo Setal Empreendimentos para conclusão das obras da UPGN, com previsão de conclusão para 2024.
Em julho de 2022, a Petrobras abriu uma consulta formal ao mercado, para avaliar o interesse de empresas em adquirir terrenos no Complexo Petroquímico do Rio de Janeiro (Comperj). O empresa possuía 2,1 km² disponíveis para potencial negociação em uma área total terraplanada com cerca de 3 km².
Em dezembro de 2022, a Petrobras aprovou o projeto de engenharia das unidades de produção de combustíveis e lubrificantes no Polo Gaslub, integrado à refinaria Reduc, em Duque de Caxias (RJ). Também era analisada a possibilidade de construção de uma termelétrica.
Em maio de 2024, a Petrobrás lançou uma licitação para construção e conclusão de unidades operacionais no polo, que seria composto por um conjunto de unidades com capacidade aproximada de produzir 12 mil barris por dia (bpd) de óleos lubrificantes de Grupo II, além de 75 mil bpd de diesel S-10 e 20 mil bpd de querosene de aviação (QAV-1), de baixíssimo teor de enxofre. O início da construção estava previsto para 2025. Havia ainda um projeto de instalação de duas usinas termelétricas a gás (com capacidades de gerar 1.200 e 600 megawatts).
No dia 9 de setembro, a Agência Nacional do Petróleo, Gás Natural e Biocombustíveis (ANP) autorizou a entrada em operação do projeto. Em 13 de setembro de 2024, foi inaugurada a primeira unidade da UPGN do complexo, composto de dois trens com capacidade de 10,5 milhões de metros cúbicos por dia. Em maio de 2025, entrou em operação a segunda unidade, atingindo a capacidade plena.
O complexo foi rebatizado de Complexo de Energias Boaventura, em referência ao Convento São Boaventura, cujas ruínas ficam dentro da unidade e foram conservadas pela companhia e considerado uma das primeiras construções do município de Itaboraí.
A operação conjunta dos gasodutos Rota 3, Rota 1 (UPGN Caraguatatuba/SP) e Rota 2 (Terminal Cabiúnas/RJ) tem capacidade total para escoar 44 milhões de metros cúbicos de gás por dia.